# Теория операторов
Теория операторов — раздел функционального анализа, который изучает свойства непрерывных линейных отображений между нормированными пространствами. Вообще говоря, оператор — это аналог самой обычной функции или матрицы в конечномерном пространстве. Но оператор может действовать и в бесконечномерных пространствах.
Отображение {\displaystyle T} из векторного пространства {\displaystyle X} в векторное пространство {\displaystyle Y} называется линейным оператором если {\displaystyle T(\alpha x+\beta y)=\alpha T(x)+\beta T(y)} для любых {\displaystyle x} и {\displaystyle y} в {\displaystyle X} и любых скаляров {\displaystyle \alpha } и {\displaystyle \beta }. Часто пишут {\displaystyle Tx} вместо {\displaystyle T(x)}. Линейный оператор из нормированного пространства {\displaystyle X} в нормированное пространство {\displaystyle Y} называется ограниченным если найдется положительное вещественное число {\displaystyle M} такое что {\displaystyle \lVert Tx\rVert \leqslant M\lVert x\rVert } для всех {\displaystyle x} в {\displaystyle X}. Наименьшая константа {\displaystyle M} удовлетворяющая такому условию называется нормой оператора {\displaystyle T} и обозначается {\displaystyle \lVert T\rVert }. Нетрудно видеть, что линейный оператор между нормированными пространствами ограничен тогда и только тогда, когда он непрерывен. Под термином «оператор» в функциональном анализе обычно понимают ограниченный линейный оператор.
Множество всех (ограниченных линейных) операторов из нормированного пространства {\displaystyle X} в нормированное пространство {\displaystyle Y} обозначается {\displaystyle L(X,\;Y)}. В случае когда {\displaystyle X=Y} пишут {\displaystyle L(X)} вместо {\displaystyle L(X,\;X)}. Если {\displaystyle H} — гильбертово пространство, то обычно пишут {\displaystyle B(H)} вместо {\displaystyle L(H)}. На {\displaystyle L(X,\;Y)} можно ввести структуру векторного пространства через {\displaystyle (T+S)x=Tx+Sx} и {\displaystyle (\alpha T)x=T(\alpha x)=\alpha (Tx)}, где {\displaystyle T,\;S\in L(X,\;Y)}, {\displaystyle x,\;y\in X}, а {\displaystyle \alpha } — произвольный скаляр. С введённой операторной нормой {\displaystyle L(X,\;Y)} превращается в нормированное пространство.
В частности, {\displaystyle \lVert S+T\rVert \leqslant \lVert S\rVert +\lVert T\rVert } и {\displaystyle \lVert \alpha T\rVert =\left|\alpha \right|\cdot \lVert T\rVert } для любых {\displaystyle T,\;S\in L(X,\;Y)} и произвольного скаляра {\displaystyle \alpha }. Пространство {\displaystyle L(X,\;Y)} является банаховым тогда и только тогда когда {\displaystyle Y} — банахово.
Пусть {\displaystyle X,\;Y} и {\displaystyle Z} — нормированные пространства, {\displaystyle S\in L(X,\;Y)} и {\displaystyle T\in L(Y,\;Z)}. Композиция {\displaystyle S} и {\displaystyle T} обозначается {\displaystyle TS} и называется произведением операторов {\displaystyle S} и {\displaystyle T}. При этом {\displaystyle TS\in L(X,\;Z)} и {\displaystyle \lVert TS\rVert \leqslant \lVert T\rVert \cdot \lVert S\rVert }.
Если {\displaystyle X} — банахово пространство, то {\displaystyle L(X)}, оснащённое произведением, является банаховой алгеброй.
В теории операторов можно выделить несколько основных разделов:
1. Спектральная теория изучает спектр оператора.
2. Классы операторов. В частности, компактные операторы, фредгольмовы операторы, изоморфизмы, изометрии, строго сингулярные операторы и т. п. Изучают также неограниченные операторы и частично определенные операторы, в частности замкнутые операторы.
3. Операторы на специальных нормированных пространствах.
  - На гильбертовых пространствах изучают самосопряжённые, нормальные, унитарные, положительные операторы и др.
  - На функциональных пространствах: дифференциальные, псевдодифференциальные, интегральные, и псевдоинтегральные операторы; операторы умножения, подстановки, подстановки с весом и др.
  - На банаховых решётках: положительные операторы, регулярные операторы и др.
4. Совокупности операторов (то есть, подмножества {\displaystyle L(X)}): операторные алгебры, операторные полугруппы и др.
5. Теория инвариантных подпространств.